# From the Depths of Dreams
From the Depths of Dreams — дебютный мини-альбом американской пост-хардкор группы Senses Fail, выпущенный 13 августа 2002 года на лейбле ECA Records. 29 апреля 2003 года альбом был переиздан на лейбле Drive-Thru Records. Он содержит все треки из оригинального альбома, а также два дополнительных бонус-трека.

## Список композиций
1. «Steven» — 4:21
2. «Free Fall Without a Parachute» — 4:13
3. «Bloody Romance» — 3:51
4. «Dreaming a Reality» — 4:54
5. «The Ground Folds» — 3:57
6. «One Eight Seven» — 4:12

Бонус-треки
1. «Handguns and Second Chances» — 2:21
2. «The Ground Folds (Acoustic)» — 4:30

## Участники записи
- Mike Glita — бас-гитара
- Dave Miller — гитара, бэк-вокал
- Buddy Nielsen — вокал
- Dan Trapp — ударные
- Garrett Zablocki — гитара